# Jean Carlos Rodríguez
Jean Carlos Rodríguez Quiñones (27 maggio 1999) è un calciatore cubano, centrocampista del Pinar del Río e della Nazionale cubana.

## Caratteristiche tecniche
È un esterno destro.

## Carriera

### Club
Ha giocato nella prima divisione cubana.

### Nazionale
Ha debuttato in Nazionale il 23 giugno 2019, in Canada-Cuba (7-0), subentrando a Luis Paradela al minuto 70. Ha partecipato, con la Nazionale, alla CONCACAF Gold Cup 2019.